# روبرت كونستانتين
روبرت كونستانتين (بالفرنسية: Robert Constantin)‏ هو طبيب فرنسي، ولد في 1530 في كاين في فرنسا، وتوفي في 27 ديسمبر 1605 في مونتوبان في فرنسا.